# Campionato Primavera 2005-2006
L'edizione 2005-2006 del Campionato Primavera è stata la 44ª edizione di questo torneo calcistico. Il detentore del trofeo è la Roma.
La fase a gironi ha avuto inizio il 1º ottobre 2005 per concludersi il 22 aprile 2006. La finale si è disputata l'8 giugno allo Stadio Romeo Neri di Rimini.
La competizione è stata vinta dalla Juventus, che ha sconfitto in finale la Fiorentina con il risultato di due a zero.

## Regolamento
Il Campionato Primavera si articola in tre fasi: gironi eliminatori, ottavi di finale, fase finale.
Le squadre sono suddivise in tre gironi di tredici squadre ed uno di dodici.
Al termine della prima fase, le prime quattro squadre di ogni girone accedono agli ottavi di finale.
Le squadre si affrontano in gare di andata e ritorno ad eliminazione diretta e le vincitrici si qualificano per la fase successiva.
La fase finale è suddivisa in tre turni: quarti di finale, semifinali, finale. Le vincenti delle semifinali si contendono il titolo.

## Fase a gironi

### Girone A

#### Classifica finale
| Pos. | Squadra   | Pt | G  | V  | N | P  | GF | GS | DR  |
| ---- | --------- | -- | -- | -- | - | -- | -- | -- | --- |
| 1.   | Juventus  | 52 | 22 | 17 | 1 | 4  | 68 | 23 | +45 |
| 2.   | Torino    | 42 | 22 | 12 | 6 | 4  | 36 | 19 | +17 |
| 3.   | Sampdoria | 37 | 22 | 11 | 4 | 7  | 36 | 30 | +6  |
| 4.   | Cagliari  | 36 | 22 | 10 | 6 | 6  | 34 | 24 | +10 |
| 5.   | Empoli    | 35 | 22 | 10 | 5 | 7  | 37 | 31 | +6  |
| 6.   | Livorno   | 31 | 22 | 4  | 5 | 13 | 32 | 37 | -5  |
| 7.   | Pistoiese | 31 | 22 | 8  | 7 | 7  | 36 | 25 | +11 |
| 8.   | Modena    | 31 | 22 | 8  | 7 | 7  | 32 | 35 | -3  |
| 9.   | Piacenza  | 23 | 22 | 5  | 8 | 9  | 26 | 36 | -10 |
| 10.  | Lucchese  | 17 | 22 | 4  | 5 | 13 | 27 | 47 | -20 |
| 11.  | Parma     | 16 | 22 | 3  | 7 | 12 | 30 | 53 | -23 |
| 12.  | Cremonese | 13 | 22 | 3  | 4 | 15 | 26 | 59 | -33 |

Legenda:

      Ammessa alla fase finale.
Note:

Tre punti a vittoria, uno a pareggio, zero a sconfitta.

#### Calendario e risultati
| andata (1ª) | andata (1ª) | Prima giornata    | ritorno (12ª) | ritorno (12ª) |
|             |             |                   |               |               |
| 1 ott.      | 1-0         | Empoli-Cremonese  | 1-1           | 7 gen.        |
| 1 ott.      | 0-3         | Lucchese-Juventus | 1-4           | 7 gen.        |
| 1 ott.      | 1-1         | Modena-Sampdoria  | 0-5           | 7 gen.        |
| 1 ott.      | 0-1         | Piacenza-Livorno  | 2-2           | 7 gen.        |
| 1 ott.      | 1-0         | Pistoiese-Parma   | 5-1           | 7 gen.        |
| 1 ott.      | 1-0         | Torino-Cagliari   | 0-0           | 7 gen.        |

| andata (2ª) | andata (2ª) | Seconda giornata   | ritorno (13ª) | ritorno (13ª) |
|             |             |                    |               |               |
| 8 ott.      | 3-3         | Cagliari-Piacenza  | 2-0           | 14 gen.       |
| 8 ott.      | 1-2         | Cremonese-Lucchese | 4-3           | 14 gen.       |
| 8 ott.      | 1-0         | Livorno-Modena     | 1-2           | 14 gen.       |
| 8 ott.      | 0-3         | Parma-Empoli       | 1-3           | 14 gen.       |
| 8 ott.      | 0-1         | Sampdoria-Torino   | 0-3           | 14 gen.       |
| 8 ott.      | 3-1         | Juventus-Pistoiese | 0-3           | 14 gen.       |

| andata (3ª) | andata (3ª) | Terza giornata     | ritorno (14ª) | ritorno (14ª) |
|             |             |                    |               |               |
| 22 ott.     | 1-1         | Cagliari-Parma     | 2-2           | 21 gen.       |
| 22 ott.     | 2-1         | Livorno-Empoli     | 0-4           | 21 gen.       |
| 22 ott.     | 2-3         | Modena-Lucchese    | 3-2           | 21 gen.       |
| 22 ott.     | 2-1         | Piacenza-Pistoiese | 0-0           | 21 gen.       |
| 22 ott.     | 1-3         | Sampdoria-Juventus | 0-6           | 21 gen.       |
| 22 ott.     | 0-0         | Torino-Cremonese   | 2-0           | 21 gen.       |

| andata (4ª) | andata (4ª) | Quarta giornata    | ritorno (15ª) | ritorno (15ª) |
|             |             |                    |               |               |
| 29 ott.     | 0-3         | Cremonese-Cagliari | 1-3           | 4 feb.        |
| 29 ott.     | 2-2         | Empoli-Torino      | 0-4           | 4 feb.        |
| 29 ott.     | 3-1         | Juventus-Modena    | 3-3           | 4 feb.        |
| 29 ott.     | 0-1         | Lucchese-Piacenza  | 2-4           | 4 feb.        |
| 29 ott.     | 1-2         | Parma-Sampdoria    | 2-3           | 4 feb.        |
| 29 ott.     | 0-1         | Pistoiese-Livorno  | 1-2           | 4 feb.        |

| andata (5ª) | andata (5ª) | Quinta giornata     | ritorno (16ª) | ritorno (16ª) |
|             |             |                     |               |               |
| 5 nov.      | 2-1         | Cagliari-Empoli     | 3-2           | 11 feb.       |
| 5 nov.      | 2-2         | Livorno-Lucchese    | 2-1           | 11 feb.       |
| 5 nov.      | 2-2         | Parma-Cremonese     | 1-4           | 11 feb.       |
| 5 nov.      | 0-3         | Piacenza-Modena     | 2-2           | 11 feb.       |
| 5 nov.      | 1-1         | Sampdoria-Pistoiese | 1-1           | 11 feb.       |
| 5 nov.      | 1-0         | Torino-Juventus     | 1-2           | 11 feb.       |

| andata (6ª) | andata (6ª) | Sesta giornata     | ritorno (17ª) | ritorno (17ª) |
|             |             |                    |               |               |
| 12 nov.     | 1-2         | Cremonese-Livorno  | 0-4           | 4 mar.        |
| 12 nov.     | 3-0         | Empoli-Sampdoria   | 0-2           | 4 mar.        |
| 12 nov.     | 2-0         | Juventus-Piacenza  | 2-0           | 4 mar.        |
| 12 nov.     | 1-2         | Lucchese-Parma     | 1-4           | 4 mar.        |
| 12 nov.     | 2-2         | Modena-Torino      | 2-0           | 4 mar.        |
| 12 nov.     | 0-1         | Pistoiese-Cagliari | 1-1           | 4 mar.        |

| andata (7ª) | andata (7ª) | Settima giornata   | ritorno (18ª) | ritorno (18ª) |
|             |             |                    |               |               |
| 19 nov.     | 0-3         | Livorno-Juventus   | 0-3           | 11 mar.       |
| 19 nov.     | 0-0         | Lucchese-Pistoiese | 0-2           | 11 mar.       |
| 19 nov.     | 0-0         | Modena-Empoli      | 1-3           | 11 mar.       |
| 19 nov.     | 1-0         | Piacenza-Cremonese | 2-2           | 11 mar.       |
| 19 nov.     | 2-1         | Sampdoria-Cagliari | 3-0           | 11 mar.       |
| 19 nov.     | 3-1         | Torino-Parma       | 1-0           | 11 mar.       |

| andata (8ª) | andata (8ª) | Ottava giornata     | ritorno (19ª) | ritorno (19ª) |
|             |             |                     |               |               |
| 26 nov.     | 3-1         | Empoli-Piacenza     | 2-1           | 25 mar.       |
| 26 nov.     | 2-2         | Pistoiese-Modena    | 0-1           | 25 mar.       |
| 26 nov.     | 4-1         | Torino-Livorno      | 2-1           | 25 mar.       |
| 26 nov.     | 2-3         | Cremonese-Sampdoria | 0-2           | 25 mar.       |
| 26 nov.     | 0-1         | Cagliari-Lucchese   | 2-2           | 25 mar.       |
| 26 nov.     | 1-2         | Parma-Juventus      | 1-6           | 25 mar.       |

| andata (9ª) | andata (9ª) | Nona giornata       | ritorno (20ª) | ritorno (20ª) |
|             |             |                     |               |               |
| 3 dic.      | 5-2         | Juventus-Empoli     | 0-1           | 1 apr.        |
| 3 dic.      | 3-3         | Livorno-Sampdoria   | 0-2           | 1 apr.        |
| 3 dic.      | 1-1         | Lucchese-Torino     | 0-2           | 1 apr.        |
| 3 dic.      | 1-0         | Modena-Cagliari     | 0-2           | 1 apr.        |
| 3 dic.      | 7-3         | Pistoiese-Cremonese | 1-2           | 1 apr.        |
| 3 dic.      | 2-2         | Piacenza-Parma      | 2-2           | 1 apr.        |

| andata (10ª) | andata (10ª) | Decima giornata    | ritorno (21ª) | ritorno (21ª) |
|              |              |                    |               |               |
| 10 dic.      | 1-0          | Cagliari-Livorno   | 2-0           | 8 apr.        |
| 10 dic.      | 1-5          | Cremonese-Juventus | 0-10          | 8 apr.        |
| 10 dic.      | 0-3          | Empoli-Pistoiese   | 0-0           | 8 apr.        |
| 10 dic.      | 2-1          | Parma-Modena       | 1-1           | 8 apr.        |
| 10 dic.      | 1-0          | Sampdoria-Lucchese | 1-2           | 8 apr.        |
| 10 dic.      | 0-0          | Torino-Piacenza    | 2-1           | 8 apr.        |

| andata (11ª) | andata (11ª) | Undicesima giornata | ritorno (22ª) | ritorno (22ª) |
|              |              |                     |               |               |
| 17 dic.      | 0-3          | Juventus-Cagliari   | 3-2           | 22 apr.       |
| 17 dic.      | 5-1          | Livorno-Parma       | 2-2           | 22 apr.       |
| 17 dic.      | 1-1          | Lucchese-Empoli     | 2-4           | 22 apr.       |
| 17 dic.      | 1-0          | Modena-Cremonese    | 3-2           | 22 apr.       |
| 17 dic.      | 2-1          | Piacenza-Sampdoria  | 0-2           | 22 apr.       |
| 17 dic.      | 3-2          | Pistoiese-Torino    | 3-2           | 22 apr.       |

### Girone B

#### Classifica finale
| Pos. | Squadra     | Pt | G  | V  | N | P  | GF | GS | DR  |
| ---- | ----------- | -- | -- | -- | - | -- | -- | -- | --- |
| 1.   | Udinese     | 51 | 24 | 17 | 0 | 7  | 52 | 29 | +23 |
| 2.   | Inter       | 50 | 24 | 14 | 8 | 2  | 47 | 21 | +26 |
| 3.   | Milan       | 49 | 24 | 15 | 4 | 5  | 44 | 21 | +23 |
| 4.   | AlbinoLeffe | 42 | 24 | 13 | 3 | 8  | 44 | 31 | +13 |
| 5.   | Chievo      | 42 | 24 | 13 | 3 | 8  | 28 | 27 | +1  |
| 6.   | Atalanta    | 42 | 24 | 13 | 3 | 8  | 38 | 23 | +15 |
| 7.   | Brescia     | 35 | 24 | 10 | 5 | 9  | 41 | 36 | +5  |
| 8.   | Treviso     | 34 | 24 | 9  | 7 | 8  | 43 | 45 | -2  |
| 9.   | Vicenza     | 26 | 24 | 6  | 8 | 10 | 29 | 36 | -7  |
| 10.  | Triestina   | 25 | 24 | 6  | 7 | 11 | 22 | 30 | -8  |
| 11.  | Verona      | 16 | 24 | 4  | 4 | 16 | 24 | 46 | -22 |
| 12.  | Legnano     | 14 | 24 | 4  | 2 | 18 | 18 | 54 | -36 |
| 13.  | Mantova     | 13 | 24 | 3  | 4 | 17 | 11 | 42 | -31 |

Legenda:

      Ammesse alla fase finale..
Note:

Tre punti a vittoria, uno a pareggio, zero a sconfitta.

#### Calendario e risultati
| 1º ott. 2005 |                      | 7 gen. 2006 |
| ------------ | -------------------- | ----------- |
| 0-3          | Chievo-Atalanta      | 1-0         |
| 4-2          | Inter-Brescia        | 1-1         |
| 2-0          | Legnano-Mantova      | 1-0         |
| 1-2          | Triestina-Verona     | 1-0         |
| 3-2          | Udinese-Treviso      | 3-4         |
| 1-1          | Vicenza-Milan        | 0-2         |
|              | (Albinoleffe riposa) |             |

| 8 ott. 2005 |                    | 14 gen. 2006 |
| ----------- | ------------------ | ------------ |
| 1-3         | Atalanta-Udinese   | 3-1          |
| 1-2         | Brescia-Chievo     | 3-0          |
| 0-0         | Mantova-Triestina  | 1-0          |
| 4-2         | Milan-Legnano      | 2-0          |
| 2-2         | Treviso-Vicenza    | 2-2          |
| 2-4         | Verona-Albinoleffe | 2-3          |
|             | (Inter riposa)     |              |

| 22 ott. 2005 |                     | 21 gen. 2006 |
| ------------ | ------------------- | ------------ |
| 3-3          | Albinoleffe-Treviso | 1-3          |
| 1-0          | Chievo-Mantova      | 2-0          |
| 1-0          | Milan-Atalanta      | 3-1          |
| 2-0          | Triestina-Legnano   | 1-1          |
| 1-3          | Udinese-Inter       | 3-0          |
| 1-1          | Vicenza-Verona      | 2-1          |
|              | (Brescia riposa)    |              |

| 29 ott. 2005 |                    | 28 gen. 2006 |
| ------------ | ------------------ | ------------ |
| 2-0          | Atalanta-Brescia   | 3-1          |
| 2-1          | Inter-Albinoleffe  | 2-0          |
| 2-1          | Legnano-Udinese    | 1-6          |
| 2-0          | Mantova-Vicenza    | 1-3          |
| 2-1          | Treviso-Milan      | 1-4          |
| 0-4          | Verona-Chievo      | 1-2          |
|              | (Triestina riposa) |              |

| 5 nov. 2005 |                     | 4 feb. 2006 |
| ----------- | ------------------- | ----------- |
| 2-0         | Albinoleffe-Legnano | 5-2         |
| 1-1         | Atalanta-Treviso    | 5-0         |
| 2-0         | Brescia-Mantova     | 2-0         |
| 1-1         | Chievo-Inter        | 1-3         |
| 2-1         | Milan-Verona        | 1-1         |
| 0-0         | Vicenza-Triestina   | 3-3         |
|             | (Udinese riposa)    |             |

| 9 nov. 2005 |                       | 11 feb. 2006 |
| ----------- | --------------------- | ------------ |
| 2-1         | Inter-Atalanta        | 0-0          |
| 0-1         | Legnano-Chievo        | 0-1          |
| 0-2         | Mantova-Milan         | 1-1          |
| 2-0         | Triestina-Albinoleffe | 2-1          |
| 5-1         | Udinese-Vicenza       | 4-3          |
| 0-4         | Verona-Brescia        | 1-4          |
|             | (Treviso riposa)      |              |

| 12 nov. 2005 |                     | 4 mar. 2006 |
| ------------ | ------------------- | ----------- |
| 2-1          | Albinoleffe-Vicenza | 1-2         |
| 1-0          | Atalanta-Verona     | 2-1         |
| 3-0          | Brescia-Legnano     | 4-1         |
| 1-0          | Chievo-Triestina    | 2-1         |
| 0-2          | Milan-Udinese       | 0-1         |
| 2-2          | Treviso-Inter       | 1-3         |
|              | (Mantova riposa)    |             |

| 19 nov. 2005 |                      | 11 mar. 2006 |
| ------------ | -------------------- | ------------ |
| 2-1          | Albinoleffe-Atalanta | 2-0          |
| 6-0          | Inter-Mantova        | 1-1          |
| 0-2          | Triestina-Milan      | 0-3          |
| 2-0          | Udinese-Chievo       | 1-0          |
| 1-1          | Verona-Treviso       | 2-1          |
| 0-1          | Vicenza-Brescia      | 0-0          |
|              | (Legnano riposa)     |              |

| 26 nov. 2005 |                    | 18 mar. 2006 |
| ------------ | ------------------ | ------------ |
| 0-1          | Legnano-Vicenza    | 1-4          |
| 1-0          | Milan-Inter        | 0-0          |
| 3-0          | Treviso-Brescia    | 3-3          |
| 1-2          | Triestina-Udinese  | 0-1          |
| 1-1          | Chievo-Albinoleffe | 0-1          |
| 1-2          | Mantova-Verona     | 0-0          |
|              | (Atalanta riposa)  |              |

| 3 dic. 2005 |                     | 25 mar. 2006 |
| ----------- | ------------------- | ------------ |
| 4-2         | Atalanta-Mantova    | 1-0          |
| 1-2         | Brescia-Milan       | 1-5          |
| 1-2         | Treviso-Chievo      | 1-2          |
| 1-2         | Verona-Legnano      | 3-0          |
| 1-1         | Inter-Triestina     | 4-1          |
| 1-2         | Albinoleffe-Udinese | 0-1          |
|             | (Vicenza riposa)    |              |

| 10 dic. 2005 |                   | 1º apr. 2006 |
| ------------ | ----------------- | ------------ |
| 1-2          | Legnano-Atalanta  | 0-3          |
| 0-2          | Mantova-Treviso   | 0-1          |
| 1-2          | Milan-Albinoleffe | 0-2          |
| 2-1          | Triestina-Brescia | 0-0          |
| 3-0          | Udinese-Verona    | 1-0          |
| 0-2          | Vicenza-Inter     | 1-2          |
|              | (Chievo riposa)   |              |

| 14 dic. 2005 |                     | 8 apr. 2006 |
| ------------ | ------------------- | ----------- |
| 1-0          | Atalanta-Vicenza    | 0-1         |
| 2-1          | Brescia-Udinese     | 3-2         |
| 1-4          | Chievo-Milan        | 1-2         |
| 3-0          | Inter-Legnano       | 0-0         |
| 0-3          | Mantova-Albinoleffe | 0-3         |
| 0-2          | Treviso-Triestina   | 2-1         |
|              | (Verona riposa)     |             |

| \| 17 dic. 2005 \| \| 22 apr. 2006 \| \| ------------ \| ------------------- \| ------------ \| \| 2-0 \| Albinoleffe-Brescia \| 2-2 \| \| 2-4 \| Legnano-Treviso \| 0-1 \| \| 1-1 \| Triestina-Atalanta \| 0-2 \| \| 3-1 \| Udinese-Mantova \| 0-1 \| \| 1-2 \| Verona-Inter \| 1-3 \| \| 1-2 \| Vicenza-Chievo \| 0-0 \| \| \| (Milan riposa) \| \| |                     |              |
| 17 dic. 2005 |                     | 22 apr. 2006 |
| 2-0 | Albinoleffe-Brescia | 2-2          |
| 2-4 | Legnano-Treviso     | 0-1          |
| 1-1 | Triestina-Atalanta  | 0-2          |
| 3-1 | Udinese-Mantova     | 0-1          |
| 1-2 | Verona-Inter        | 1-3          |
| 1-2 | Vicenza-Chievo      | 0-0          |
| | (Milan riposa)      |              |

### Girone C

#### Classifica finale
| Pos. | Squadra    | Pt | G  | V  | N | P  | GF | GS | DR  |
| ---- | ---------- | -- | -- | -- | - | -- | -- | -- | --- |
| 1.   | Roma       | 54 | 24 | 17 | 3 | 4  | 44 | 16 | +28 |
| 2.   | Ternana    | 50 | 24 | 15 | 5 | 4  | 38 | 17 | +21 |
| 3.   | Pescara    | 47 | 24 | 13 | 8 | 3  | 38 | 20 | +18 |
| 4.   | Fiorentina | 46 | 24 | 14 | 4 | 6  | 44 | 29 | +15 |
| 5.   | Arezzo     | 44 | 24 | 13 | 5 | 6  | 33 | 23 | +10 |
| 6.   | Siena      | 38 | 24 | 11 | 5 | 8  | 31 | 30 | +1  |
| 7.   | Cesena     | 32 | 24 | 9  | 5 | 10 | 25 | 22 | +3  |
| 8.   | Bologna    | 31 | 24 | 9  | 4 | 11 | 30 | 28 | +2  |
| 9.   | Ascoli     | 28 | 24 | 7  | 7 | 10 | 31 | 37 | -6  |
| 10.  | Lazio      | 23 | 24 | 6  | 5 | 13 | 31 | 33 | -2  |
| 11.  | Cisco Roma | 18 | 24 | 4  | 6 | 14 | 24 | 42 | -18 |
| 12.  | Gubbio     | 16 | 24 | 3  | 7 | 14 | 14 | 39 | -25 |
| 13.  | Rimini     | 8  | 24 | 2  | 2 | 20 | 19 | 65 | -46 |

Legenda:

      Ammesse alla fase finale..
Note:

Tre punti a vittoria, uno a pareggio, zero a sconfitta.

#### Calendario e risultati
| 1º ott. 2005 |                       | 7 gen. 2006 |
| ------------ | --------------------- | ----------- |
| 2-2          | Bologna-Ascoli        | 1-3         |
| 4-1          | Fiorentina-Cisco Roma | 2-0         |
| 1-1          | Gubbio-Rimini         | 2-1         |
| 0-2          | Roma-Pescara          | 1-1         |
| 2-0          | Siena-Cesena          | 0-3         |
| 3-2          | Ternana-Lazio         | 2-0         |
|              | (Arezzo riposa)       |             |

| 8 ott. 2005 |                   | 14 gen. 2006 |
| ----------- | ----------------- | ------------ |
| 1-3         | Ascoli-Siena      | 1-2          |
| 0-3         | Cesena-Fiorentina | 1-1          |
| 1-0         | Pescara-Bologna   | 1-2          |
| 1-2         | Rimini-Arezzo     | 1-5          |
| 2-3         | Cisco Roma-Roma   | 1-1          |
| 2-2         | Lazio-Gubbio      | 0-1          |
|             | (Ternana riposa)  |              |

| 22 ott. 2005 |                     | 21 gen. 2006 |
| ------------ | ------------------- | ------------ |
| 1-0          | Arezzo-Lazio        | 1-1          |
| 2-0          | Bologna-Rimini      | 2-0          |
| 5-2          | Fiorentina-Ascoli   | 2-1          |
| 2-1          | Gubbio-Cesena       | 0-3          |
| 2-0          | Roma-Ternana        | 2-1          |
| 1-0          | Siena-Pescara       | 2-2          |
|              | (Cisco Roma riposa) |              |

| 29 ott. 2005 |                    | 28 gen. 2006 |
| ------------ | ------------------ | ------------ |
| 0-2          | Ascoli-Roma        | 0-4          |
| 0-1          | Cesena-Arezzo      | 0-1          |
| 1-4          | Lazio-Bologna      | 1-2          |
| 3-1          | Pescara-Fiorentina | 4-0          |
| 0-5          | Rimini-Cisco Roma  | 1-3          |
| 2-0          | Ternana-Gubbio     | 1-0          |
|              | (Siena riposa)     |              |

| 5 nov. 2005 |                   | 4 feb. 2006 |
| ----------- | ----------------- | ----------- |
| 1-2         | Arezzo-Ternana    | 1-2         |
| 1-1         | Bologna-Siena     | 1-0         |
| 0-2         | Cisco Roma-Ascoli | 2-2         |
| 2-1         | Fiorentina-Lazio  | 2-2         |
| 0-2         | Gubbio-Pescara    | 0-1         |
| 1-0         | Roma-Cesena       | 1-1         |
|             | (Rimini riposa)   |             |

| 9 nov. 2005 |                    | 11 feb. 2006 |
| ----------- | ------------------ | ------------ |
| 2-0         | Ascoli-Arezzo      | 1-0          |
| 3-0         | Cesena-Bologna     | 1-0          |
| 0-1         | Lazio-Roma         | 0-2          |
| 2-2         | Pescara-Cisco Roma | 1-0          |
| 1-2         | Siena-Fiorentina   | 1-0          |
| 4-0         | Ternana-Rimini     | 3-1          |
|             | (Gubbio riposa)    |              |

| 12 nov. 2005 |                    | 4 mar. 2006 |
| ------------ | ------------------ | ----------- |
| 2-0          | Arezzo-Gubbio      | 1-1         |
| 1-4          | Cisco Roma-Lazio   | 1-0         |
| 2-0          | Fiorentina-Ternana | 1-2         |
| 4-1          | Pescara-Ascoli     | 1-1         |
| 0-1          | Rimini-Cesena      | 0-3         |
| 3-0          | Roma-Siena         | 1-0         |
|              | (Bologna riposa)   |             |

| 19 nov. 2005 |                     | 11 mar. 2006 |
| ------------ | ------------------- | ------------ |
| 1-1          | Ascoli-Cesena       | 1-1          |
| 0-1          | Bologna-Arezzo      | 1-2          |
| 0-2          | Gubbio-Roma         | 0-3          |
| 3-0          | Lazio-Rimini        | 4-0          |
| 3-0          | Siena-Cisco Roma    | 2-1          |
| 2-0          | Ternana-Pescara     | 0-0          |
|              | (Fiorentina riposa) |              |

| 26 nov. 2005 |                   | 18 mar. 2006 |
| ------------ | ----------------- | ------------ |
| 2-0          | Arezzo-Cisco Roma | 1-0          |
| 1-0          | Rimini-Ascoli     | 0-3          |
| 3-1          | Roma-Fiorentina   | 0-1          |
| 2-2          | Ternana-Siena     | 1-1          |
| 2-1          | Cesena-Lazio      | 1-1          |
| 0-4          | Gubbio-Bologna    | 0-0          |
|              | (Pescara riposa)  |              |

| 3 dic. 2005 |                   | 25 mar. 2006 |
| ----------- | ----------------- | ------------ |
| 1-0         | Ascoli-Ternana    | 0-0          |
| 1-0         | Cisco Roma-Gubbio | 1-1          |
| 3-3         | Fiorentina-Rimini | 3-0          |
| 1-0         | Pescara-Cesena    | 1-0          |
| 1-3         | Siena-Arezzo      | 1-0          |
| 1-0         | Bologna-Roma      | 0-1          |
|             | (Lazio riposa)    |              |

| 10 dic. 2005 |                   | 1º apr. 2006 |
| ------------ | ----------------- | ------------ |
| 1-1          | Arezzo-Pescara    | 1-1          |
| 1-0          | Cesena-Cisco Roma | 1-0          |
| 1-4          | Gubbio-Fiorentina | 0-1          |
| 2-0          | Lazio-Ascoli      | 1-0          |
| 2-3          | Rimini-Siena      | 4-1          |
| 3-0          | Ternana-Bologna   | 2-0          |
|              | (Roma riposa)     |              |

| 14 dic. 2005 |                    | 8 apr. 2006 |
| ------------ | ------------------ | ----------- |
| 2-1          | Ascoli-Gubbio      | 2-2         |
| 0-0          | Cisco Roma-Ternana | 0-2         |
| 2-1          | Fiorentina-Bologna | 1-0         |
| 2-0          | Pescara-Rimini     | 3-2         |
| 3-0          | Roma-Arezzo        | 3-4         |
| 0-2          | Siena-Lazio        | 1-0         |
|              | (Cesena riposa)    |             |

| \| 17 dic. 2005 \| \| 22 apr. 2006 \| \| ------------ \| ------------------ \| ------------ \| \| 1-0 \| Arezzo-Fiorentina \| 1-1 \| \| 4-0 \| Bologna-Cisco Roma \| 2-2 \| \| 0-0 \| Gubbio-Siena \| 0-2 \| \| 1-2 \| Lazio-Pescara \| 2-2 \| \| 1-2 \| Rimini-Roma \| 0-3 \| \| 2-1 \| Ternana-Cesena \| 2-0 \| \| \| (Ascoli riposa) \| \| |                    |              |
| 17 dic. 2005 |                    | 22 apr. 2006 |
| 1-0 | Arezzo-Fiorentina  | 1-1          |
| 4-0 | Bologna-Cisco Roma | 2-2          |
| 0-0 | Gubbio-Siena       | 0-2          |
| 1-2 | Lazio-Pescara      | 2-2          |
| 1-2 | Rimini-Roma        | 0-3          |
| 2-1 | Ternana-Cesena     | 2-0          |
| | (Ascoli riposa)    |              |

### Girone D

#### Classifica finale
| Pos. | Squadra     | Pt | G  | V  | N | P  | GF | GS | DR  |
| ---- | ----------- | -- | -- | -- | - | -- | -- | -- | --- |
| 1.   | Lecce       | 53 | 24 | 16 | 5 | 3  | 40 | 13 | +27 |
| 2.   | Napoli      | 50 | 24 | 15 | 5 | 4  | 46 | 18 | +28 |
| 3.   | Palermo     | 48 | 24 | 13 | 9 | 2  | 43 | 13 | +30 |
| 4.   | Avellino    | 48 | 24 | 14 | 6 | 4  | 47 | 21 | +26 |
| 5.   | Reggina     | 45 | 24 | 13 | 6 | 5  | 49 | 23 | +26 |
| 6.   | Bari        | 38 | 24 | 11 | 5 | 8  | 39 | 34 | +5  |
| 7.   | Messina     | 38 | 24 | 11 | 5 | 8  | 38 | 23 | +15 |
| 8.   | Catania     | 26 | 24 | 6  | 8 | 10 | 29 | 34 | -5  |
| 9.   | Catanzaro   | 25 | 24 | 6  | 7 | 11 | 34 | 37 | -3  |
| 10.  | Salernitana | 17 | 24 | 3  | 8 | 13 | 25 | 41 | -16 |
| 11.  | Acireale    | 13 | 23 | 3  | 4 | 16 | 17 | 72 | -55 |
| 12.  | Crotone     | 13 | 23 | 3  | 4 | 16 | 19 | 45 | -26 |
| 13.  | Potenza     | 12 | 24 | 3  | 4 | 16 | 23 | 69 | -46 |

#### Calendario e risultati
| 1º ott. 2005 |                     | 7 gen. 2006 |
| ------------ | ------------------- | ----------- |
| 2-0          | Avellino-Catanzaro  | 2-2         |
| 1-3          | Bari-Lecce          | 0-1         |
| 3-0          | Catania-Acireale    | 0-0         |
| 0-3          | Potenza-Messina     | 0-4         |
| 2-1          | Reggina-Napoli      | 0-3         |
| 1-1          | Salernitana-Crotone | 0-0         |
|              | (Palermo riposa)    |             |

| 8 ott. 2005 |                    | 14 gen. 2006 |
| ----------- | ------------------ | ------------ |
| 1-0         | Acireale-Palermo   | 0-6          |
| 7-2         | Catanzaro-Potenza  | 2-0          |
| 2-4         | Crotone-Bari       | 1-4          |
| 2-1         | Lecce-Avellino     | 0-1          |
| 3-2         | Napoli-Salernitana | 2-1          |
| 2-0         | Messina-Catania    | 5-1          |
|             | (Reggina riposa)   |              |

| 22 ott. 2005 |                     | 21 gen. 2006 |
| ------------ | ------------------- | ------------ |
| 0-1          | Bari-Messina        | 1-0          |
| 0-2          | Catania-Lecce       | 0-2          |
| 0-1          | Crotone-Napoli      | 0-2          |
| 4-0          | Palermo-Catanzaro   | 0-0          |
| 0-3          | Potenza-Avellino    | 0-3          |
| 0-4          | Salernitana-Reggina | 2-4          |
|              | (Acireale riposa)   |              |

| 29 ott. 2005 |                      | 28 gen. 2006 |
| ------------ | -------------------- | ------------ |
| 2-1          | Avellino-Salernitana | 1-0          |
| 2-0          | Lecce-Crotone        | 2-0          |
| 7-0          | Messina-Acireale     | 2-1          |
| 3-0          | Napoli-Catania       | 1-1          |
| 1-2          | Reggina-Palermo      | 2-2          |
| 3-4          | Catanzaro-Bari       | 1-1          |
|              | (Potenza riposa)     |              |

| 5 nov. 2005 |                   | 4 feb. 2006 |
| ----------- | ----------------- | ----------- |
| 1-4         | Acireale-Napoli   | 0-4         |
| 2-0         | Bari-Reggina      | 0-4         |
| 1-1         | Catania-Catanzaro | 3-2         |
| 5-1         | Crotone-Potenza   | 1-2         |
| 1-1         | Palermo-Avellino  | 2-2         |
| 0-2         | Salernitana-Lecce | 1-5         |
|             | (Messina riposa)  |             |

| 9 nov. 2005 |                     | 11 feb. 2006 |
| ----------- | ------------------- | ------------ |
| 3-2         | Avellino-Catania    | 1-1          |
| 2-1         | Catanzaro-Crotone   | 0-1          |
| 1-0         | Lecce-Messina       | 0-1          |
| 2-0         | Palermo-Bari        | 1-0          |
| 2-0         | Potenza-Salernitana | 0-2          |
| 5-0         | Reggina-Acireale    | 4-0          |
|             | (Napoli riposa)     |              |

| 12 nov. 2005 |                     | 4 mar. 2006 |
| ------------ | ------------------- | ----------- |
| 2-4          | Acireale-Catanzaro  | 0-4         |
| 1-2          | Catania-Bari        | 0-1         |
| 3-1          | Crotone-Avellino    | 0-3         |
| 2-4          | Messina-Reggina     | 0-0         |
| 1-1          | Napoli-Potenza      | 6-0         |
| 0-0          | Salernitana-Palermo | 1-2         |
|              | (Lecce riposa)      |             |

| 19 nov. 2005 |                      | 11 mar. 2006 |
| ------------ | -------------------- | ------------ |
| 4-1          | Avellino-Napoli      | 1-0          |
| 4-2          | Bari-Acireale        | 0-0          |
| 2-0          | Catanzaro-Messina    | 1-3          |
| 3-0          | Palermo-Crotone      | 2-0          |
| 1-3          | Potenza-Lecce        | 0-7          |
| 3-2          | Reggina-Catania      | 2-1          |
|              | (Salernitana riposa) |              |

| 26 nov. 2005 |                     | 18 mar. 2006 |
| ------------ | ------------------- | ------------ |
| 3-1          | Acireale-Potenza    | 1-1          |
| 1-1          | Lecce-Palermo       | 0-5          |
| 1-0          | Messina-Avellino    | 1-3          |
| 2-1          | Napoli-Bari         | 1-1          |
| 1-0          | Reggina-Catanzaro   | 0-0          |
| 3-0          | Catania-Salernitana | 0-0          |
|              | (Crotone riposa)    |              |

| 3 dic. 2005 |                     | 25 mar. 2006 |
| ----------- | ------------------- | ------------ |
| 5-0         | Avellino-Acireale   | 4-0          |
| 0-0         | Catanzaro-Lecce     | 0-1          |
| 0-3         | Crotone-Catania     | 1-3          |
| 1-0         | Palermo-Napoli      | 0-1          |
| 1-3         | Potenza-Reggina     | 1-6          |
| 0-0         | Salernitana-Messina | 2-2          |
|             | (Bari riposa)       |              |

| 10 dic. 2005 |                    | 1º apr. 2006 |
| ------------ | ------------------ | ------------ |
| 3-1          | Acireale-Crotone   | 0-2          |
| 2-0          | Bari-Salernitana   | 2-1          |
| 2-1          | Catania-Potenza    | 0-0          |
| 1-1          | Messina-Palermo    | 0-1          |
| 0-0          | Napoli-Lecce       | 0-0          |
| 0-0          | Reggina-Avellino   | 0-2          |
|              | (Catanzaro riposa) |              |

| 14 dic. 2005 |                       | 8 apr. 2006 |
| ------------ | --------------------- | ----------- |
| 1-3          | Avellino-Bari         | 1-1         |
| 0-0          | Crotone-Reggina       | 1-4         |
| 4-1          | Lecce-Acireale        | 1-0         |
| 0-2          | Potenza-Palermo       | 0-3 (tav.)  |
| 2-2          | Salernitana-Catanzaro | 1-0         |
| 2-1          | Napoli-Messina        | 2-0         |
|              | (Catania riposa)      |             |

| \| 17 dic. 2005 \| \| 22 apr. 2006 \| \| ------------ \| -------------------- \| ------------ \| \| 1-1 \| Acireale-Salernitana \| 1-8 \| \| 1-2 \| Bari-Potenza \| 4-4 \| \| 0-3 \| Catanzaro-Napoli \| 1-3 \| \| 0-0 \| Messina-Crotone \| 2-1 \| \| 0-0 \| Palermo-Catania \| 2-2 \| \| 0-0 \| Reggina-Lecce \| 0-1 \| \| \| (Avellino riposa) \| \| |                      |              |
| 17 dic. 2005 |                      | 22 apr. 2006 |
| 1-1 | Acireale-Salernitana | 1-8          |
| 1-2 | Bari-Potenza         | 4-4          |
| 0-3 | Catanzaro-Napoli     | 1-3          |
| 0-0 | Messina-Crotone      | 2-1          |
| 0-0 | Palermo-Catania      | 2-2          |
| 0-0 | Reggina-Lecce        | 0-1          |
| | (Avellino riposa)    |              |

## Ottavi di finale

### Squadre partecipanti
Negli Ottavi non si possono incontrare squadre della stessa fascia, né squadre aventi fatto parte dello stesso Girone di qualificazione. Gli accoppiamenti sono stabiliti per sorteggio seguendo il seguente criterio: le squadre vincitrici del girone sono accoppiate alle squadre classificate quarte, le seconde con le terze.
Prima fascia
- Inter (girone B)
- Juventus (girone A)
- Lecce (girone D)
- Roma (girone C)
- Napoli (girone D)
- Ternana (girone C)
- Torino (girone A)
- Udinese (girone B)

Seconda fascia
- AlbinoLeffe (girone B)
- Avellino (girone D)
- Cagliari (girone A)
- Fiorentina (girone C)
- Milan (girone B)
- Palermo (girone D)
- Pescara (girone C)
- Sampdoria (girone A)

### Tabellone
- Andata 6 maggio 2006, ritorno 13 maggio 2006.
- La squadra #1 ha disputato la gara di andata in casa.

| Squadra #1  | Totale | Squadra #2 | Andata | Ritorno        |
| ----------- | ------ | ---------- | ------ | -------------- |
| Palermo     | 4 - 2  | Inter      | 0 - 0  | 4 - 2 (d.c.r.) |
| AlbinoLeffe | 0 - 2  | Juventus   | 0 - 0  | 0 - 2          |
| Fiorentina  | 4 - 1  | Lecce      | 1 - 1  | 3 - 0          |
| Avellino    | 1 - 10 | Roma       | 1 - 4  | 0 - 6          |
| Sampdoria   | 4 - 1  | Napoli     | 2 - 0  | 2 - 1          |
| Milan       | 4 - 2  | Ternana    | 2 - 2  | 2 - 0          |
| Pescara     | 2 - 3  | Torino     | 1 - 2  | 1 - 1          |
| Cagliari    | 1 - 3  | Udinese    | 0 - 1  | 1 - 2          |

## Fase finale
Le squadre classificate prime nei gironi eliminatori, se qualificate per la fase finale, sono considerate teste di serie e non possono incontrarsi tra loro nei quarti di finale. Le altre squadre sono accoppiate con sorteggio libero.

### Squadre qualificate alla fase finale
- Fiorentina
- Juventus
- Milan
- Roma
- Palermo
- Sampdoria
- Torino
- Udinese

### Tabellone
- Le gare della Fase Finale si sono giocate tra il 1º e l'8 giugno 2006.

|  | Quarti di finale | Quarti di finale | Quarti di finale |          |            | Semifinali | Semifinali | Semifinali |  |  | Finale | Finale     | Finale |
|  |                  |                  |                  |          |            |            |            |            |  |  |        |            |        |
|  |                  | Roma             | 1                |          |            |            |            |            |  |  |        |            |        |
|  |                  | Fiorentina       | 2                |          |            |            |            |            |  |  |        |            |        |
|  |                  | Fiorentina       | 2                |          | Fiorentina | 2          |            |            |  |  |        |            |        |
|  |                  |                  |                  |          | Fiorentina | 2          |            |            |  |  |        |            |        |
|  |                  |                  | Milan            | 1        |            |            |            |            |  |  |        |            |        |
|  |                  | Torino           | Milan            | 1        | 0          |            |            |            |  |  |        |            |        |
|  |                  | Torino           |                  |          | 0          |            |            |            |  |  |        |            |        |
|  |                  | Milan            | 1                |          |            |            |            |            |  |  |        |            |        |
|  |                  |                  |                  |          |            |            |            |            |  |  |        | Fiorentina | 0      |
|  |                  |                  |                  | Juventus | 2          |            |            |            |  |  |        |            |        |
|  |                  | Udinese          | 1                |          |            |            |            |            |  |  |        |            |        |
|  |                  | Palermo          | 2                |          |            |            |            |            |  |  |        |            |        |
|  |                  | Palermo          | 2                |          | Palermo    | 2          |            |            |  |  |        |            |        |
|  |                  |                  |                  |          | Palermo    | 2          |            |            |  |  |        |            |        |
|  |                  |                  | Juventus         | 3        |            |            |            |            |  |  |        |            |        |
|  |                  | Sampdoria        | Juventus         | 3        | 1          |            |            |            |  |  |        |            |        |
|  |                  | Sampdoria        |                  |          | 1          |            |            |            |  |  |        |            |        |
|  |                  | Juventus         | 2                |          |            |            |            |            |  |  |        |            |        |

### Dettaglio incontri

#### Quarti di finale
| Arbitro: | Ciro Carbone (Napoli) |

|           |           |                                  |
| Greco 46’ | Marcatori | 90+3’ Del Sante, 116’ Di Carmine |

| Arbitro: | Marco Viti (Campobasso) |

|  |           |                |
|  | Marcatori | 95'’ Ardemagni |

| Arbitro: | Luca Tagarelli (Termoli) |

|                      |           |                  |
| Terranova 73’ (aut.) | Marcatori | 74’ 106’ Curiale |

| Arbitro: | Antonio Barbiero (Vicenza) |

|          |           |                             |
| Foti 37’ | Marcatori | 16’ Venitucci, 81’ Paolucci |

#### Semifinali
| Arbitro: | Massimo Vallesi (Ascoli Piceno) |

|                       |           |               |
| Paolucci, 7’ 61’ Masi | Marcatori | 8’ Di Gennaro |

| Arbitro: | Gianluca Paoloemilio (Lanciano) |

|                               |           |                                 |
| Terranova 65’ Carbonaro 90+2’ | Marcatori | 37’ Giovinco 64’ 90+1’ Paolucci |

#### Finale
| Arbitro: | Filippo Merchiori (Ferrara) |

|  |           |                           |
|  | Marcatori | 6’ Criscito, 37’ Paolucci |